# Amelie Herres
Amelie Caroline Elisabeth Maria Herres (* 12. August 1996 in Bergisch Gladbach) ist eine deutsche Schauspielerin.

## Biografie
Herres legte 2014 in Berlin ihr Abitur ab und besuchte anschließend die Activity Schauspielschule. In der Folge war sie in mehreren Kurzfilmen und Werbespots zu sehen. Erste Aufmerksamkeit erlangte sie durch den Film Die Katze von Mascha Schilinski, für den sie als Best Actress auf dem Los Angeles New Wave Int. Filmfestival ausgezeichnet wurde.
Herres lebt in Berlin.

## Filmografie (Auswahl)
- 2015: Die Katze (Kurzfilm)[2]
- 2016: Tatort: Borowski und das verlorene Mädchen (Fernsehreihe)
- 2017: 14,74 oder Das Streben nach Mittelmäßigkeit[3]
- 2017: Ein Dorf rockt ab (Metal Farm, Fernsehfilm)[4]
- 2017: Lule Liebe Lila (Kurzfilm)[5]
- 2017: Ausweg (Kurzfilm)[6]
- 2017: Schneeblind (Snowblind)[7]
- 2018: Der Staatsanwalt (Fernsehserie, Folge: Eine perfekte Familie)
- 2018: Mia (Kurzfilm)[8]
- 2018: Notruf Hafenkante (Fernsehserie, Folge: Au-pair)
- 2019: Stumme Schreie (Fernsehfilm)[9]
- 2019: Ein Wochenende im August (Fernsehfilm)[10]
- 2019: In aller Freundschaft – Die jungen Ärzte (Fernsehserie, Folge: Ausgereizt)
- 2019: SOKO Wismar (Fernsehserie, Folge: Am falschen Ort)
- 2019–2021: Wir sind jetzt (Fernsehserie, 8 Folgen)
- 2022: Tatort: Videobeweis
- 2025: Tatort: Verblendung